# Frank Prieto Pérez
Frank Prieto Pérez (La Habana, 18 de julio de 1971) es un actor cubano. 
Actualmente reside en el Principado de Andorra, país en el que creó en 2006 la compañía S'Embala con la que estrenó, en el centro cultural La Llacuna de Andorra la Vieja, el monólogo Candela, dirigido e interpretado por él mismo. Posteriormente, se constituyó como único miembro de una compañía unipersonal que lleva su nombre, Frank Prieto. En esta nueva etapa presentó, el 24 de febrero de 2008, el espectáculo 'Jumento', un texto escrito y dirigido por él mismo en idioma catalán. Se trata de una fábula sobre al inmigración y sus beneficios. Se estrenó en el Auditorio del Palau de Gel de Andorra. Su último trabajo es la monólogo Adolfina, escrito, interpretado y dirigido por él mismo y estrenado el 12 de diciembre de 2008 en el Principado de Andorra. 
Entre los trabajos de Prieto como actor destaca la participación en 1998 en el montaje Manteca, dirigido por Elena Munné, que se estrenó en el Teatre Artenbrut de Barcelona. Entre 1990 y 1994 participó como actor y ayudante de dirección en montajes realizados en Cuba y en México, país en el que residió durante dos años.
Su último montaje, 'Adolfina', es un texto autobiográfico en el que el creador explica la historia de una mujer negra que vive en un barrio de blancos en Cuba. En este montaje, Prieto regresa al castellano para hablar de cuestiones que le son muy próximas, alrededor de un país, un sistema político y los anhelos de sus ciudadanos.
Prieto combina sus proyectos personales con la dirección de talleres de teatro en escuelas y asociaciones privadas de Andorra. En este último caso, dirige un proyecto audiovisual con enfermos mentales. Al mismo tiempo, dirigió también en 2008 un montaje callejero con músicos para la celebración del 25 aniversario del Taller Textil de la localidad de Escaldes.
El 12 de diciembre de 2008 estrena en el Auditorio del Palau de Gel de Andorra, en Canillo, el unipersonal 'Adolfina'. El 9 de junio de 2009 la organización del Festival Internacional de Teatro Unipersonal del Uruguay anuncia que la obra ha sido seleccionada para participar en dicho evento en la edición del 2010. 
Asimismo, 'Adolfina' se estrenará también en Estados Unidos ya que tiene previstas tres funciones los días 29, 30 y 31 de octubre en el Teatro en Miami Studio de la ciudad de Miami.

## Participación en montajes teatrales
2008.- Adolfina. Frank Prieto (Dirección e interpretación). Estreno 12 de diciembre en Auditorio del Palau de Gel d'Andorra (Canillo).
2008.- Jumento. Frank Prieto (dirección e interpretación). Estreno 24 de febrero en Auditorio del Palau de Gel d'Andorra (Canillo).
2006.- Candela. Compañía S'Embala (Dirección e interpretación Frank Prieto). Monólogo estrenado en el centro cultural La Llacuna de Andorra la Vieja (Principado de Andorra). Representado en el campo de golf de Montferrer (Catalunya). 
1998.- Manteca. Compañía Macorína (Dirección de Elena Munné). Actor. Obra representada en el Teatre Artenbrut de Barcelona. 
1993.- El Perfume. Grupo La Colmena (Dirección Josué Martínez). La Habana. 
1992.- Comedia adaptada Don Juan Tenorio. Grupo En las nubes (Dirección de Salvador Lemis) Actor y asistente de dirección. Cancún- México. 
¿Cómo, como... Pitusio? Grupo El Nopal. (Dirección de Armando Rodríguez) Actor. Torreón- México. 
1991.- El flaco y el gordo. Grupo Afuera (Dirección de Raúl Martín). Actor y asistente de dirección. La Habana. 
Las inquietudes pasajeras. Grupo En las nubes (Dir. Salvador Lemis) Actor y asistente de dirección. Mérida-México.